# شوق‌آباد (سیرجان)
شوق‌آباد (سیرجان)، روستایی از توابع بخش مرکزی شهرستان سیرجان در استان کرمان ایران است.

## جمعیت
این روستا در دهستان چهارگنبد قرار دارد و براساس سرشماری مرکز آمار ایران در سال ۱۳۸۵، جمعیت آن زیر سه خانوار بوده‌است.